# Vernalizáció
Egyes növények fejlődési szakaszainak bekövetkezésében fontos szerepet kap a környezet hőmérséklete. A vernalizáció (latin vernus = tavasz) vagy orosz eredetű szóval jarovizáció (egyéb nevei: előérlelés, tavasziasítás) az a jelenség, amikor a növény (többnyire mérsékelt égövi, kétéves növények, pl. gyökérzöldségek, káposztafélék – de egyes évelő vagy fás szárú növényeknél is, pl. almafa) meghatározott időtartamú alacsony, de pozitív hőmérsékletet igényel (fajtól függően 0–10 °C) a generatív (szaporodáshoz szükséges) szerveinek kifejlődéséhez, a magszárképződéshez (más fajoknál – fejes saláta, spenót, retek – éppen a magas hőmérséklet váltja ki a magszárképződést). Egyes fajoknál a hőmérsékleti hatás kiváltja vagy felgyorsítja a generatív szervek képződését, sok gyümölcsfa esetében pedig a virágzás előtt a csökkent anyagcseréjű állapotból „felébredést” váltja ki. Mindenesetre a növény életében határpont, melytől kezdve a hőmérséklet mint meghatározó tényező helyébe a megvilágítás hossza lép.
Számos őszi gabonafélénél hosszabb hideg időszaknak való kitettségre van szükség a virágzás megindulásához – ez biztosítja, hogy a legkedvezőbb időszakban, tehát a tél elmúltával történjen meg a reproduktív fejlődés és a magtermelés.
A hőmérséklet hatása a nappal hosszúságától is függ. A vernalizáció nem feltétlenül rögtön indítja meg az ivarszervek differenciálódását, csak képessé teszi arra a növényt. A vernalizáció egyik modellnövényét, a lúdfüvet (Arabidopsis thaliana) vizsgálva megállapították, hogy az apikális merisztéma hidegnek való kitettsége után akár 300 napig is megtartja generatív kompetenciáját.
Egyes fajoknál a mag csírázásakor, másoknál a palántaállapotban fontos a vernalizáció hatása. A növénytermesztésben a vernalizációs folyamatok megállíthatók vagy vissza is fordíthatók, ellenkező hőmérsékleti kezeléssel.

## Liszenkóizmus
A Szovjetunióban a Trofim Gyenyiszovics Liszenko ukrán biológus/agronómus nevével fémjelzett korszakban kitüntetett jelentőséget tulajdonítottak a jarovizációnak. Liszenko azt vallotta, hogy a jarovizált állapot tovább örökíthető – tehát a jarovizált növény utóda is úgy viselkedik, mintha őt magát tették volna ki hideg hatásának, és képessé válna a virágzásra. Ez nem felel meg a valóságnak, a jarovizációs kísérletek pedig – élőmunka-igényességük miatt – sohasem eredményeztek olyan eljárást, ami a tömegtermelésben alkalmazható lett volna.

## Fordítás
- Ez a szócikk részben vagy egészben a Vernalization című angol Wikipédia-szócikk ezen változatának fordításán alapul.  Az eredeti cikk szerkesztőit annak laptörténete sorolja fel. Ez a jelzés csupán a megfogalmazás eredetét és a szerzői jogokat jelzi, nem szolgál a cikkben szereplő információk forrásmegjelöléseként.